# 抱きしめたい (Mr.Childrenの曲)
『抱きしめたい』（だきしめたい）は、日本のバンド・Mr.Childrenによる2枚目のシングル。1992年12月1日にトイズファクトリーより発売された。

## 概要
2ndアルバム『Kind of Love』と同時発売。
Mr.Childrenのシングルでは初めて横向きのデザインをあしらったジャケットで、次作の「Replay」も横向きによるデザインのジャケットである。アートディレクターは信藤三雄。

## チャート成績
アルバムにも収録されたためオリコン最高順位は56位に留まり、発売当時は一部のラジオを除いてほとんど話題にならなかった。累計売上は6.0万枚（オリコン調べ）。1995年1月、日本レコード協会からゴールドディスク（旧基準。出荷枚数20万枚以上）に認定された。
TBSの音楽番組『COUNT DOWN TV』では、1994年2月に初登場で92位、同年12月に再登場で86位、また1995年1月21日には最高順位の46位を記録した。
2023年6月、表題曲「抱きしめたい」の総ストリーム数が5000万回を突破。日本レコード協会よりゴールド認定を獲得した。

## 収録曲
| 全作詞・作曲: 桜井和寿、全編曲: 小林武史 & Mr.Children。 |                                         |          |            |      |
| #                                                        | タイトル                                | 作詞     | 作曲・編曲 | 時間 |
| 1.                                                       | 「抱きしめたい」                        | 桜井和寿 | 桜井和寿   | 5:27 |
| 2.                                                       | 「君の事以外は何も考えられない」        | 桜井和寿 | 桜井和寿   | 4:09 |
| 3.                                                       | 「抱きしめたい (Instrumental Version)」 | 桜井和寿 | 桜井和寿   | 5:24 |
| 合計時間:                                                | 合計時間:                               | 15:00    |            |      |

## 楽曲解説
1. 抱きしめたい
  - 1996年に放送されたフジテレビ系テレビドラマ『ピュア』の最終回で挿入歌として使用された。
  - 発売から25年経った2017年には、NTTドコモ dヒッツ「娘の帰り篇」CMソングに起用された。
  - 桜井和寿は本曲について「シングルの曲です。前向きなラブソングを書きたいと思って、書いたんです。前向きなラブソングって、Mr.Childrenにはあんまりなかったんですよね。別れを描いた曲はあったけど。永遠に歌い続けられるラブソングが作りたいなと思って」と語っている[4][5]。
  - 桜井は当初この曲をクリスマスソングとして発表する予定で、歌詞の「震えそうな夜に」は「クリスマスの夜に」とすることに決めていたが、当時のプロデューサーだった小林武史の反対を受けて現在の歌詞に決まった。その一方で、ツアー『MR.CHILDREN DOME TOUR 2005 "I ♥ U"』のうち2005年11月27日に開催された東京ドーム公演、『Mr.Children DOME TOUR 2009 SUPERMARKET FANTASY』の2009年12月24日に開催された東京ドーム公演では、時期的にもクリスマスに近かったため当初の通り「クリスマスの夜に」と歌われた。
  - 元々はトイズファクトリーの先輩で、桜井の友人でもあったJUN SKY WALKER(S)のボーカル・宮田和弥の結婚式で披露するため作っていたが[5]、時間の都合もあり結婚式で歌われることはなかった。当時の歌詞は「いつも二人で」などJUN SKY WALKER(S)の曲名をちりばめた内容にしていた。
  - 制作当初、桜井が小林の家に持ち込んだデモテープではサビの転調は無かったものの、小林のアイデアによりイントロとサビでB♭に、ラストのサビでCに転調するアレンジが加えられた。
  - 前述の通り当時の売上こそ芳しくなかったものの、現在はMr.Childrenを代表する楽曲の1つとなっている。
  - ミュージック・ビデオが制作され、パリで撮影が行われた[6]。2018年3月21日発売の『Mr.Children DOME & STADIUM TOUR 2017 Thanksgiving 25』に収録されている。監督は信藤三雄。
  - シンガーソングライターのGACKTは、自伝エッセイ『自白』にて「ミスチルの『抱きしめたい』を聴いたとき泣きそうになり、思わず拍手してしまった。こんな詩を書ける桜井くんに嫉妬した」と述べている[7]。
2. 君の事以外は何も考えられない
  - 発売当時、矢崎総業のCMソングに起用された。
  - アマチュア時代から存在していた曲で、同時に初めてタイアップがついた曲でもある。
  - 桜井が当時付き合っていた女性を考えて作った楽曲で[8]、サビは全て同じ歌詞となっている。
  - アマチュア時代、ライブで披露していた際は鈴木英哉のコーラスが入っていたものの[9]本曲には収録されていない。
  - イントロのアレンジは鈴木が考案したもの[9]。
  - 2007年に発売されたアルバム『B-SIDE』の収録曲では最古の曲である。

## 盗作問題
2015年5月発売の歌手・平浩二のシングル『愛・佐世保』に収録されたカップリング曲「ぬくもり」（作詞：沢久美 / 作曲：西つよし）の歌詞が、本楽曲と酷似していることが指摘された。同年12月14日、販売元の徳間ジャパンコミュニケーションズは「同一の部分が数多く存在している事実を認識し、著作権侵害に相当するものと判断し、出荷を停止しておりました同商品の回収を決定した」と発表、併せてCDの購入者に代金を返す旨も発表された。作詞を担当した沢は「私は60を超えていて、ミスチルもよく知らないし、『抱きしめたい』は全く知らない。だから盗作はしていない」と盗作疑惑を否定したものの、徳間側は「まるっきり一緒なので、言い訳の仕様がない」として上記対応を取った。

## ライブ映像作品
抱きしめたい
| 作品名                                                           |
| ---------------------------------------------------------------- |
| regress or progress '96-'97 tour final IN TOKYO DOME             |
| Mr.Children Concert Tour Q 2000-2001                             |
| Mr.Children CONCERT TOUR POPSAURUS 2001                          |
| MR.CHILDREN DOME TOUR 2005 "I ♥ U" 〜FINAL IN TOKYO DOME〜       |
| Mr.Children DOME TOUR 2009 〜SUPERMARKET FANTASY〜 IN TOKYO DOME |
| Mr.Children [(an imitation) blood orange] Tour                   |
| Mr.Children Tour 2018-19 重力と呼吸                              |

## 収録アルバム
- 『Kind of Love』 (#1)
- 『LAND IN ASIA』 (#1)
- 『1/42』 (#1)(bonus track)
- 『Mr.Children 1992-1995』 (#1)
- 『Mr.Children 1992-2002 Thanksgiving 25』 (#1)
- 『Mr.Children 2011-2015』 (#1)(Liveバージョン)
- 『B-SIDE』 (#2)

## カバー
- 抱きしめたい
  - 河村隆一（2007年、アルバム『evergreen anniversary edition』）
  - 杏里（2008年、アルバム『tears of anri 2』）
  - KAN（2008年、ライブアルバム『LIVE 弾き語りばったり #7 〜ウルトラタブン〜 全会場から全曲収録』）